# 溶剂黄56
溶剂黄56（化学名N,N-二乙基对苯肼基苯胺，N,N-diethyl-p-(phenylazo)aniline）是一种偶氮类溶剂染料，化学式C6H5N2C6H4N(C2H5)2，常温常压下为红黄色粉末。